# Blood, Sweat and No Tears
A Blood, Sweat and No Tears az amerikai Sick of It All (SOIA) zenekar első stúdióalbuma. A cím szójáték a Blood, Sweat & Tears együttes nevével. 1989. július 12-én jelent meg.

## Az album dalai
1. The Blood and the Sweat
2. Clobberin' Time/Pay the Price
3. Give Respect
4. Breeders of Hate
5. Pushed Too Far
6. Friends like You
7. Bullshit Justice (gyakran B.S. Justice-ra rövidítik a provokatív cím miatt)
8. Rat Pack
9. Pete's Sake
10. Stick Together
11. G. I. Joe Headstomp
12. Alone
13. My Life
14. World Full of Hate
15. My Revenge
16. No Labels
17. Disillusion
18. The Deal
19. Injustice System

Az "Injustice System" című dal megtalálható a Grand Theft Auto IV: The Lost and Damned videójátékban, a fiktív LCHC (Liberty City Hardcore) rádióadón is.